# جو کالزاگی
جو کالزاگی (انگلیسی: Joe Calzaghe؛ زادهٔ ۲۳ مارس ۱۹۷۲) بوکسور اهل ولز است.